# 1935
1935 (MCMXXXV) var ett normalår som började en tisdag i den gregorianska kalendern.

## Händelser

### Januari
- Januari – Kejsar Haile Selassie av Etiopien grundar en militärskola i Holeta.[1]
- 1 januari
  - Italiens nordafrikanska kolonier Tripolitanien och Cyrenaica slås samman till Libyen.
  - 10 år efter starten har Sveriges Radio 700 000 licenser. Vart tredje svenskt hushåll har radio, och bara Storbritannien och Danmark är radiotätare i Europa [2].
- 13 januari – I en folkomröstning i Saarland vill en majoritet på drygt 90 % av de röstande återförenas med Tyskland.[3]. En neutral kommission under svensk ledning övervakar omröstningen. I det område, som övervakas av den svenska NF-styrkan, går allt lugnt till.
- 24 januari – Världens första ölburk säljs i Richmond, Virginia.[4]
- 28 januari – Island blir det första landet att legalisera abort på medicinska grunder.
- 29 januari – Det svenska kronprinsparet Gustaf (VI) Adolf och Louise Mountbatten återkommer till Sverige från sin resa till Orienten.

### Februari
- 18 februari – Den svenska NF-styrkan lämnar Saarområdet och anträder hemresan.
- 20 februari – Dansk-norska Caroline Mikkelsen landstiger som första kvinna på Antarktis
- 23 februari – Den svenska NF-styrkan upplöses i Stockholm.
- 26 februari
  - Radarn demonstreras för första gången.
  - Turkiet inför en lag som ålägger alla medborgare att bära familjenamn [3].

### Mars
- 2 mars – Den första Volvon med strömlinjeformad kaross – PV 36 Carioca – presenteras [5] och är företagets första strömlinjeformade personbil [6].
- 5 mars – Leni Riefenstahls film "Viljans triumf", om de tyska nationalsocialisternas partidagar 1934, har biopremiär i Berlin [3].
- 16 mars – Tyskland inför allmän värnplikt, vilket strider mot Versaillesfördraget [3], och Adolf Hitler meddelar att Tyskland skall återupprusta.
- 25 mars – I Storlien vinner Sigge Bergman Sveriges första internationella slalomtävlingar [7].

### April
- 8 april – Ingrid Bergman och Gösta Ekman d.ä. spelar huvudrollerna när Gustaf Molanders filmatisering av Hjalmar Bergmans Swedenhielms har premiär [7].
- 13 april – Publiken strömmar till sedan flera av konstnären Bror Hjorths skulpturer på Färg och form i Sverige avlägsnats på grund av anstötlighet [6].
- 17 april – NF överlämnar ett dokument där man protesterar mot Tysklands upprustning [3].
- 18 april – 12th Conference of the International Woman Suffrage Alliance äger rum i Istanbul.
- 28 april – Moskvas tunnelbana invigs [3].

### Maj
- 1 maj – Tyskan Leni Riefenstahl får pris för filmen "Viljans triumf" [7].
- 13 maj – Adolf Hitlers ställföreträdare Rudolf Hess besöker Stockholm, inbjuden av svensk-tyska föreningen [3].
- 24 maj – Prinsessan Ingrid gifter sig i Stockholm med kronprins Frederik (IX) av Danmark, bröllopskortegen följs av nästan 250 000 åskådare [3]. De vigs i Storkyrkan [6].
- 25 maj – Vid tävlingar i USA hoppar Jesse Owens, USA längdhopp med nya världsrekordlängden 8,13 meter [3].
- 27 maj
  - Den svenska riksdagen firar 500-årsjubileum, vilket firas i Arboga, där den första riksdagen hölls av Engelbrekt Engelbrektsson 1435, samt vid riksdagshuset i Stockholm [8].
  - Jaktplanet Curtiss P-36 flyger för första gången.
- 28 maj – En utredning föreslår övergång till högertrafik i Sverige från 1938. Kostnaden beräknas till 10 miljoner SEK [5].

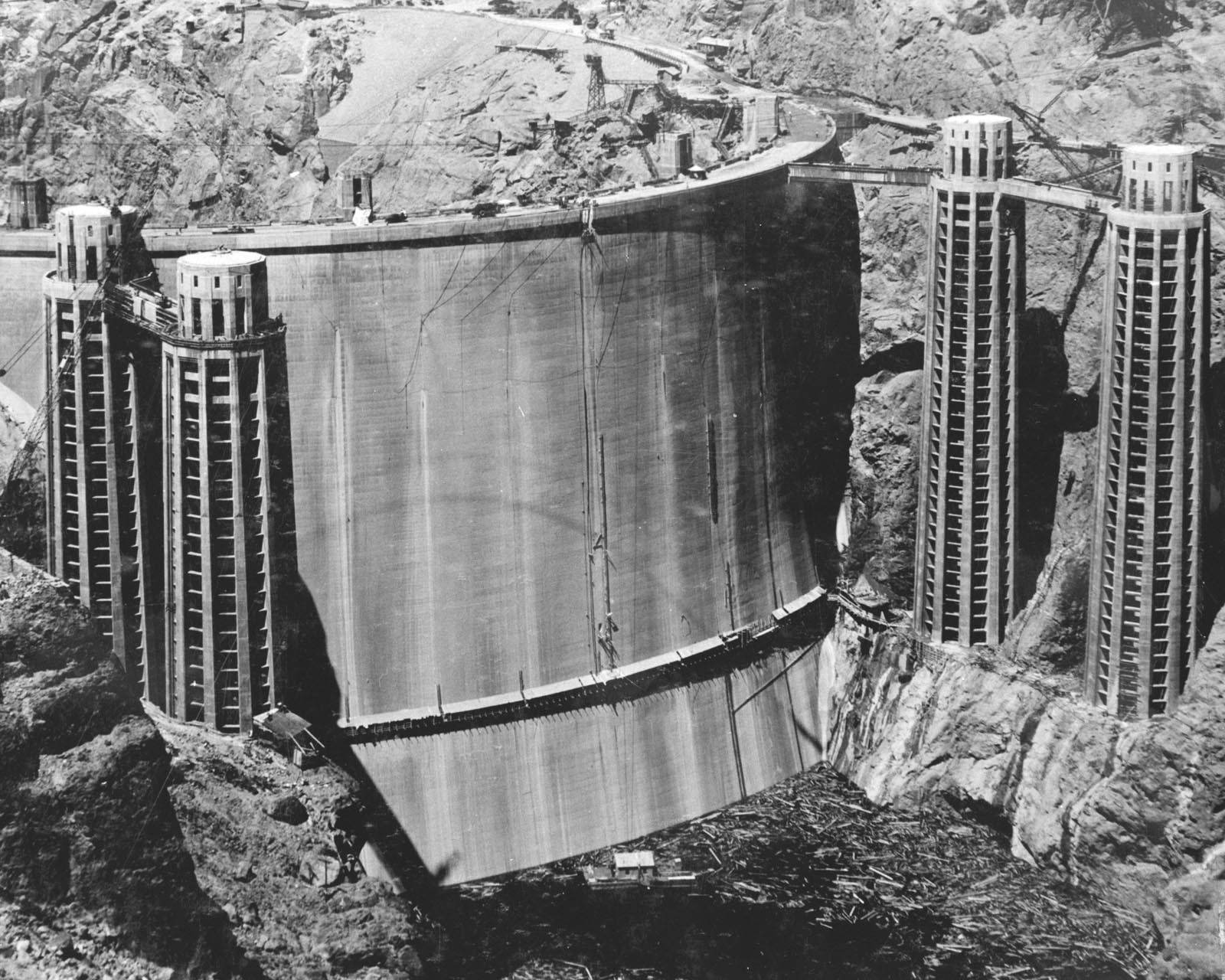
Boulderdammen i USA färdig.

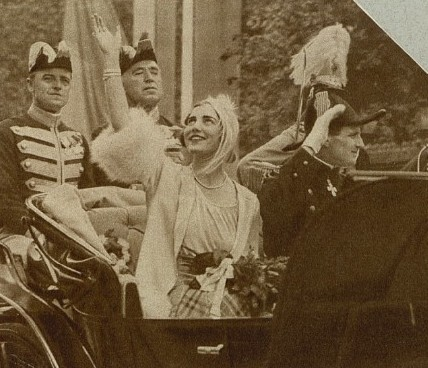
Bröllopet mellan prinsessan Ingrid och kronprins Fredrik

- 29 maj – Boulderdammen står färdigbyggd i USA.
- 31 maj – En jordbävning med styrkan 7,5 på Richterskalan förstör stora delar av staden Quetta i Brittiska Indien nära gränsen mot Afghanistan varvid cirka 25 000 människor omkommer [9].

### Juni
- 3 juni – Det svenska Högerpartiets ordförande Arvid Lindman avgår och efterträds av Gösta Bagge [6].
- 5 juni – Sveriges riksdag höjer folkpensionen i Sverige till lägst 320 SEK om året [3].
- 10 juni – Anonyma Alkoholister bildas av börsmäklaren William Griffith Wilson och läkaren Robert Holbrook Smith i Akron, Ohio i USA.
- 13 juni – I USA vinner Jim Braddock, USA mot Max Baer, USA i kampen om världsmästartiteln i tungviktsboxning [3].
- 14 juni – KF meddelar att man förvärvat aktiemajoriteten i Paul U. bergström AB, varuhuset PUB vid Hötorget i Stockholm [6].

### Juli
- 1 juli
  - I Norge byter "Møre fylke" namn till Møre og Romsdal fylke.[10]
  - Den svenska förordningen om tyst trafik träder i kraft, vilken innebär förbud mot att onödigtvis avge signal i tätbebyggt område [5].
- 10 juli – Gösta Bagge ersätter Arvid Lindman som svensk högerledare [3].
- 16 juli
  - Svåra antisemitiska kravaller utbryter i Berlin inspirerade av den tyska premiären på den svenska filmen Pettersson och Bendel.
  - De första parkeringsmätarna börjar användas i Oklahoma City.

### Augusti
- 7 augusti – En utredning angående de svenska skyddshemmen för unga avslöjar svåra missförhållanden [5].
- 27 augusti – 1930 års försvarskommitté förordar en förstärkning av det svenska försvaret igen efter nedrustningen 1925 [5], på grund av den allt mörkare situationen utomlands.
- 29 augusti – Svenskfödda drottning Astrid av Belgien omkommer i en bilolycka vid Vierwaldstättersjön i Schweiz [3]. Hennes make kung Leopold undkommer med lättare skador.
- Augusti – Ett svensk-etiopiskt vänskaps- och handelsavtal undertecknas, trots italienska protester.

### September
- 13 september – Skådespelaren Judy Garland gör en audition hos filmbolaget MGM, vilken leder till att hon får göra ett flertal filmer för dem.

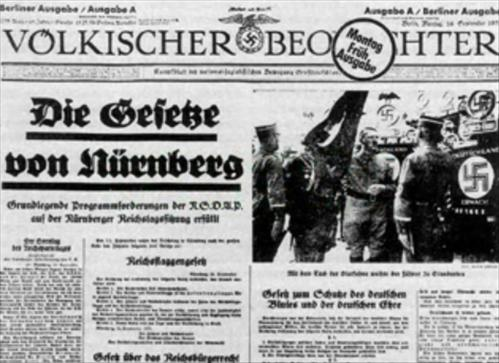
Nürnberglagarna.

- 15 september – Hakkorsflaggan blir Tysklands nya nationalsymbol [3] och Nürnberglagarna träder i kraft i Tyskland, varvid de tyska judarna förlorar sitt medborgarskap [7].

### Oktober
- 1 oktober – Generalmajor Eric Virgin tvingas, på svenska UD:s uppmaning, lämna sin tjänst hos den etiopiske Haile Selassie, eftersom han börjar reta italienarna för mycket.

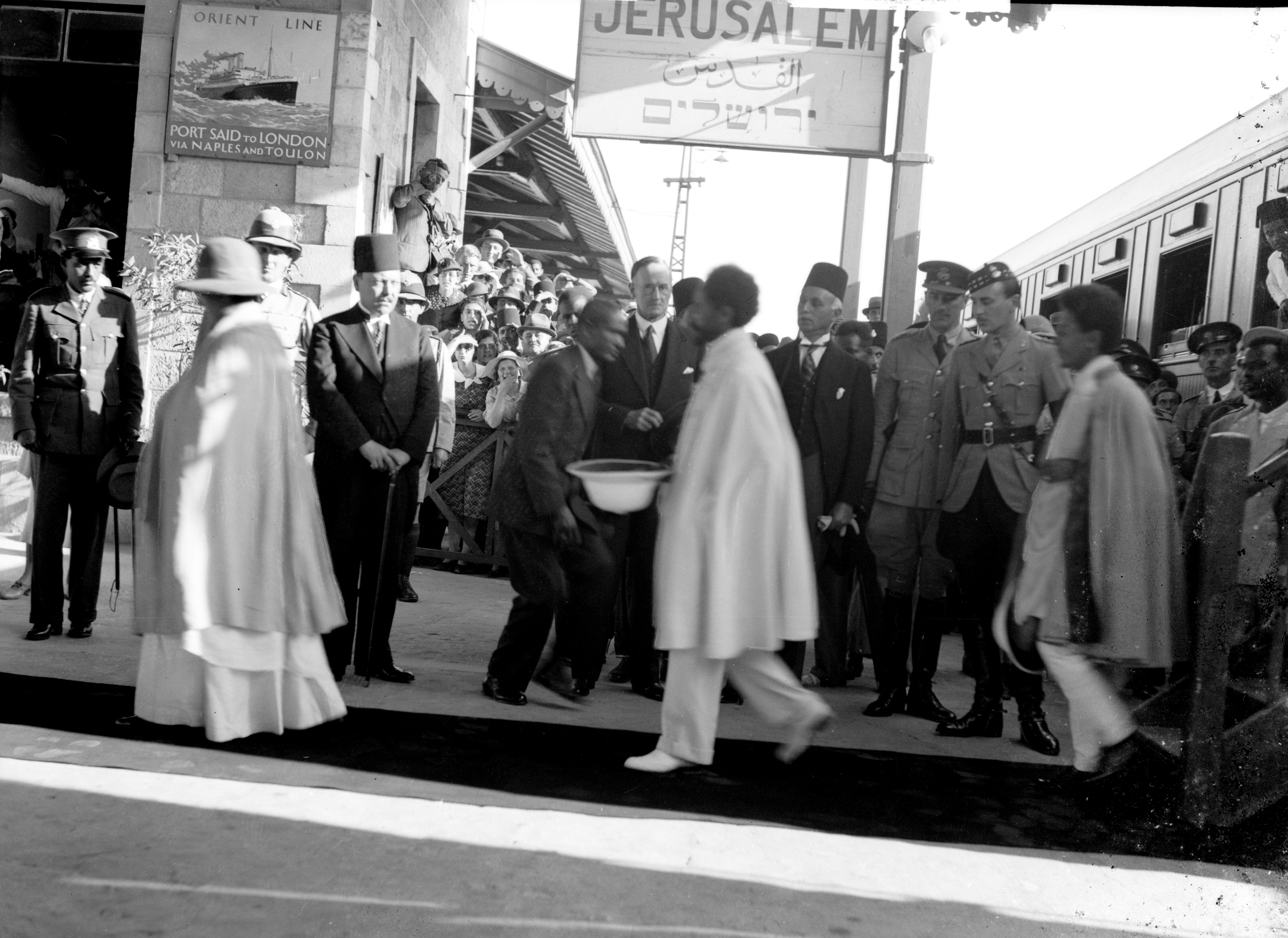
Abessinienkrisen.

- 3 oktober – Italien invaderar Abessinien utan krigsförklaring [3].
- 4 oktober – Göteborgs konserthus, ritat av Nils Einar Eriksson, invigs [5].
- 6 oktober – UD får meddelande om att fyra av de fem svenska officerarna i etiopisk tjänst har begärt avsked ur svenska armén. Detta har de gjort för att kunna kämpa i Abessinienkriget på Abessiniens sida, utan att kompromettera Sverige, som är neutralt i kriget.
- 8 oktober – De svenska officerarna i Abessinien beviljas avsked.
- 10 oktober – Operan Porgy och Bess av George Gershwin uruppförs i New York.

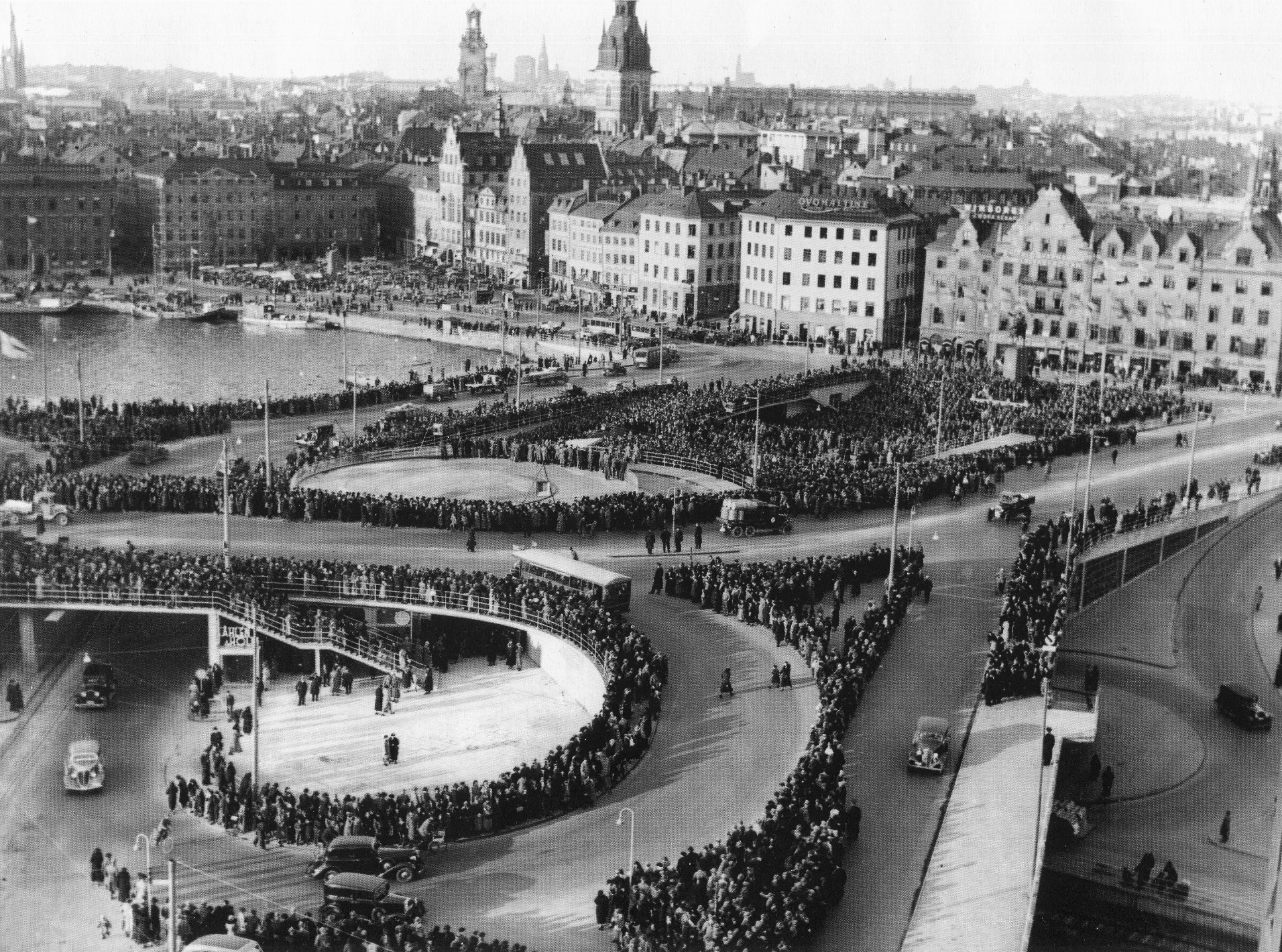
Slussen.

- 15 oktober – Trafikkarusellen Slussen i Stockholm invigs och väcker internationell uppmärksamhet [5].
- 23 oktober – Efter två veckors insamling av medel kan svenska Röda Korset sända fem ambulanser med personal till det av Italien överfallna Abessinien [5].
- 28 oktober – Eyvind Johnsons "Här har du ditt liv"., andra delen i hans romantrilogi "Romanen om Olof", kommer ut [6].

### November

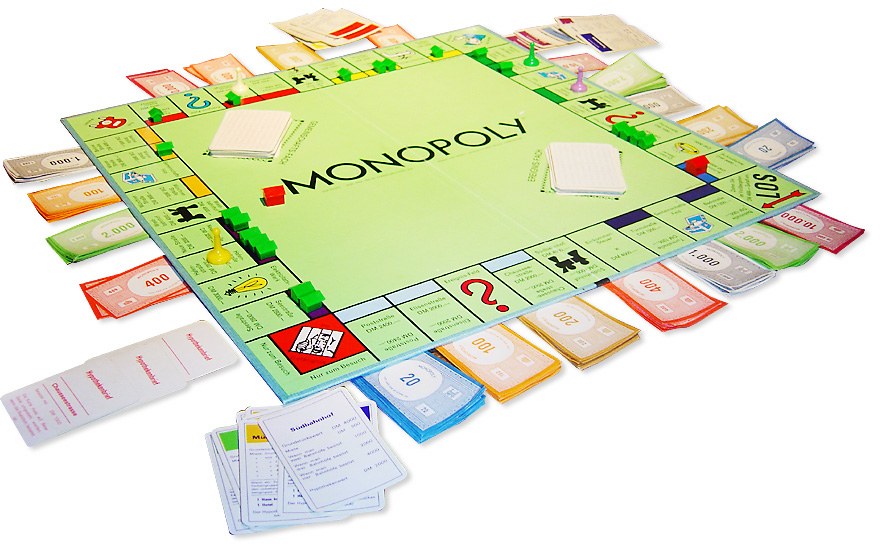
Monopol.

- 4 november – Den första långfilmen i färg, amerikanska Fåfängans marknad, visas i Sverige, i Stockholm.[6]
- 5 november – Sällskapsspelet Monopol kommer ut på marknaden i USA.
- 14 november
  - Storbritannien går till parlamentsval. Resultatet blir ännu en stor majoritet för den nationella koalitionsregeringen, om än något minskad sedan förra valet. Det största oppositionspartiet, Labour, går framåt.
  - Nürnbergslagarna i Tyskland träder i kraft och personer av judisk börd förbjuds att vara tyska medborgare, rösta i politiska val och inneha offentlig tjänst.[3]
  - Harry Martinsons självbiografiska roman Nässlorna blomma kommer ut.[5]
- 18 november – Sanktioner mot Italien inleds. Flera stater, bland dem Tyskland, deltar inte i bojkotten [11].
- 19 november – Västerbron i Stockholm invigs.[5]
- 28 november – Det första elektriska tåget på sträckan Krylbo–Bollnäs körs.

### December
- December – Glassen puckstång börjar säljas, med eller utan choklad [3].
- 11 december – Svenska Radioaktiebolaget påbörjar försök med reguljära TV-sändningar från sina lokaler på Kungsholmen i Stockholm [6].
- 15 december – Jan Fridegårds delvis självbiografiska roman Jag Lars Hård kommer ut och anses av en del kritiker som alltför rå [5].
- 23 december – Befolkningskommissionen i Sverige, tillsatt efter makarna Myrdahls bok Kris i befolkningsfrågan, föreslår skattelättnader för att stimulera barnafödandet [5].
- 30 december – En svensk ambulansgrupp i Abessinien, på plats för att hjälpa till med krigssjukvården, anfalls av italienska bombflygplan [3]. Svenske sjukvårdaren Gunnar Lundström dödas, vilket leder till häftiga internationella protester [3].

### Okänt datum
- Bolivias kokerskor bildar en fackförening [12].
- Lika folkpension för män och kvinnor införs i och med den svenska folkpensionslagen, som gör avgiftspensionerna större.
- Sven Hedin återvänder från sin sista Asienexpedition.
- Det svenska Folkpartiets kvinnoförbund bildas.
- Arbetsmarknadens parter får del i administrationen av den svenska arbetslöshetsförsäkringen.
- Ett av Folkpartiet och Bondeförbundet omarbetat regeringsförslag till lagstiftning på arbetsmarknaden fälls av Allmänna valmansförbundet och socialdemokraterna.
- Svensk-sovjetiska vänskapsförbundet bildas.
- Första numret av Vecko-Revyn utkommer.
- Företaget Volvo börsnoteras.
- Speditionsföretaget AB Svenska Godscentralen (ASG) bildas.
- Kooperativa Förbundet köper PUB i Stockholm.
- De första lagliga tvångssteriliseringarna i Sverige genomförs [13].

## Födda

### Första kvartalet

#### Januari
- 1 januari – Prakash Chautala, indisk politiker, chefsminister i Haryana flera gånger. (död 2024)
- 2 januari – Valerij Kubasov, rysk kosmonaut. (död 2014)
- 4 januari – Floyd Patterson, amerikansk boxare. (död 2006)
- 5 januari – Inger Pehrsson, svensk scenograf, och kostymör för filmer och teater.
- 8 januari – Elvis Presley, amerikansk rocksångare och skådespelare. (död 1977)
- 11 januari – Ghita Nørby, dansk skådespelare.
- 17 januari – Lars Lind, svensk skådespelare.
- 24 januari – Mona Malm, svensk skådespelare. (död 2021)
- 28 januari – David Lodge, brittisk författare och litteraturvetare. (död 2025)
- 31 januari
  - Richard Lindskog, svensk operettsångare och skådespelare.
  - Kenzaburo Oe, japansk författare, nobelpristagare. (död 2023)

#### Februari
- 11 februari – Gene Vincent, amerikansk rockmusiker. (död 1971)
- 14 februari – Mickey Wright, amerikansk golfspelare. (död 2020)
- 15 februari – John Rusling Block, amerikansk republikansk politiker.
- 17 februari – Christina Pickles, brittisk-amerikansk skådespelare.
- 23 februari – Tommy Nilson, svensk skådespelare. (död 2010)
- 25 februari – Sally Jessy Raphaël, amerikansk pratshowledare och skådespelare.

#### Mars
- 1 mars – Lars Lidberg, svensk psykiater och professor i rättspsykiatri. (död 2005)
- 3 mars – Zjelju Zjelev, bulgarisk politiker, Bulgariens president 1990–1997. (död 2015)
- 8 mars – Bodil Mannheimer, svensk skådespelare. (död 2023)
- 14 mars – P.C. Jersild, svensk läkare och författare.[5]
- 15 mars – Jimmy Swaggart, amerikansk TV-predikant och gospelmusiker. (död 2025)
- 17 mars – Luis Goytisolo, spansk författare.
- 18 mars – Weiron Holmberg, svensk skådespelare.
- 21 mars
  - Hubert Fichte, tysk författare. (död 1986)
  - Brian Clough, engelsk fotbollsspelare och manager. (död 2004)
- 26 mars – Mahmoud Abbas, palestinsk regeringschef 2003, ordförande för den palestinska myndigheten från 2005.
- 28 mars – Margaretha Wästerstam, svensk skådespelare och TV-producent.

### Andra kvartalet

#### April
- 1 april – Larry McDonald, amerikansk politiker. (död 1983)
- 6 april
  - Elisabeth Rehn, finländsk politiker (sfp).
  - Thor G. Norås, norsk kulturpersonlighet. (död 2015)
- 8 april – Lasse Petterson, svensk skådespelare. (död 2019)
- 17 april
  - Theo Angelopoulos, grekisk filmregissör. (död 2012)
  - Jan Wirén, svensk pressfotograf och skådespelare. (död 2022)
- 19 april
  - Dudley Moore, brittisk skådespelare. (död 2002)
  - Justin Francis Rigali, amerikansk romersk-katolsk kardinal, ärkebiskop av Philadelphia.
- 25 april – James Peebles, amerikansk astronom.
- 28 april – Pehr G. Gyllenhammar, svensk företagsledare, koncernchef för Volvo.[5] (död 2024)

#### Maj
- 2 maj
  - Faisal II av Irak, irakisk kung 1939–1958. (död 1958)
  - Luis Suárez, spansk fotbollsspelare och -tränare. (död 2023)
- 24 maj – Karl-Erik Andersén, svensk skådespelare och dramapedagog.
- 27 maj – Gunnar Uddén, svensk skådespelare.

#### Juni
- 3 juni – Eddie McGrady, nordirländsk politiker inom Social Democratic and Labour Party. (död 2013)
- 4 juni – Lars Lönnroth, svensk litteraturvetare.
- 6 juni – Tenzin Gyatso, nuvarande Dalai Lama.
- 13 juni – Christo, bulgarisk konstnär. (död 2020)
- 17 juni – Börje Hörnlund, svensk politiker, centerpartist.
- 21 juni – Françoise Sagan, fransk författare. (död 2004)
- 25 juni – Gerd Hegnell, svensk skådespelare.

### Tredje kvartalet

#### Juli
- 3 juli – Harrison Schmitt, amerikansk astronaut.
- 9 juli – Wim Duisenberg, nederländsk politiker och ekonom, Europeiska centralbankens förste ordförande. (död 2005)
- 10 juli – Lars Edström, svensk filmöversättare och röstskådespelare.
- 11 juli – Oliver Napier, nordirländsk politiker och jurist. (död 2011)
- 13 juli – Kurt Westergaard, dansk karikatyrtecknare. (död 2021)
- 15 juli
  - Johan Bergenstråhle, svensk teater- och filmregissör. (död 1995)
  - Ken Kercheval, amerikansk skådespelare. (död 2019)
- 17 juli
  - Benjamin Civiletti, amerikansk advokat och politiker. (död 2022)
  - Donald Sutherland, kanadensisk-amerikansk skådespelare. (död 2024)
- 19 juli – Claes-Håkan Westergren, svensk skådespelare. (död 2020)
- 25 juli – Lars Werner, svensk politiker, partiledare för VPK.[5] (död 2013)
- 26 juli – Sara Arnia, svensk skådespelare.
- 27 juli
  - Yvonne Brosset, svensk balettdansös och skådespelare. (död 2019)
  - Rune Söderqvist, svensk reklamtecknare och illustratör. (död 2014)

#### Augusti
- 8 augusti – Donald P. Bellisario, amerikansk tv-producent (skapare av Magnum, Airwolf och På heder och samvete).
- 13 augusti – Jessie Flaws, amerikansk-svensk skådespelare. (död 2014)
- 17 augusti – Gunnar Wiklund, svensk sångare (baryton). (död 1989)
- 19 augusti – Story Musgrave, amerikansk astronaut.
- 30 augusti – John Phillips, amerikansk musiker, medlem av The Mamas and the Papas. (död 2001)
- 31 augusti – Eldridge Cleaver, en av ledarna inom svarta panter-rörelsen. (död 1998)

#### September
- 3 september – Assar Rönnlund, svensk längdskidåkare.[5] (död 2011)
- 6 september – Lars Löfgren, svensk regissör, författare och teaterchef.
- 7 september – Abdou Diouf, senegalesisk politiker, Senegals president 1981–2000.
- 9 september – Chaim Topol, israelisk skådespelare. (död 2023)
- 11 september
  - Jacques Gaillot, fransk katolsk biskop. (död 2023)
  - German Titov, rysk kosmonaut. (död 2000)
- 12 september – Birgitta Hoppeler, svensk skådespelare.
- 13 september – Arvo Pärt, estländsk kompositör.
- 14 september – Hans Bergström, svensk regissör och skådespelare. (död 2004)
- 16 september – Carl Andre, amerikansk konstnär, skulptör. (död 2024)
- 25 september – Maj Sjöwall, svensk författare och översättare. (död 2020)
- 29 september – Jerry Lee Lewis, amerikansk rock-and-roll-pionjär. (död 2022)

### Fjärde kvartalet

#### Oktober
- 1 oktober – Julie Andrews, brittisk skådespelare och sångare.
- 3 oktober – Charles Duke, amerikansk astronaut.
- 4 oktober
  - Ulla Edin, svensk skådespelare. (död 2002)
  - A.W.F. Edwards, brittisk statistiker, genetiker och evolutionsbiolog.[14]
- 6 oktober – Helena Reuterblad, svensk skådespelare. (död 2016)
- 8 oktober – Marian Gräns, svensk skådespelare.
- 12 oktober
  - Luciano Pavarotti, italiensk operasångare, tenor. (död 2007)
  - Hans Sidén, svensk popskribent på Göteborgs-Posten. (död 2023)
- 15 oktober
  - Solveig Svensson, svensk sångerska.
  - Ulla-Britt Svensson, svensk sångerska.
- 17 oktober – Sydney Chapman, brittisk parlamentsledamot för Conservative. (död 2014)
- 18 oktober – Peter Boyle, amerikansk skådespelare. (död 2006)
- 19 oktober – Agne Simonsson, svensk fotbollsspelare och -tränare. (död 2020)
- 20 oktober – Jerry Orbach, amerikansk skådespelare. (död 2004)
- 22 oktober – Inge Eriksen, dansk författare. (död 2015)
- 24 oktober – Lena Söderblom, svensk skådespelare.
- 29 oktober – Peter Watkins, brittisk filmregissör.

#### November
- 1 november – Gary Player, sydafrikansk professionell golfspelare.
- 3 november – Frank Cook, brittisk parlamentsledamot för Labour. (död 2012)
- 4 november – Hussein I, Jordaniens kung 1952–1999. (död 1999)
- 5 november – Lester Piggott, engelsk galoppjockey. (död 2022)
- 7 november – Lubomír Beneš, tjeckisk animatör och regissör. (död 1995)
- 8 november
  - Alain Delon, fransk skådespelare. (död 2024)
  - Alfonso López Trujillo, colombiansk kardinal. (död 2008)
- 11 november – Bibi Andersson, svensk skådespelare. (död 2019)
- 17 november – Toni Sailer, österrikisk alpin skidåkare. (död 2009)
- 23 november – Vladislav Volkov, rysk kosmonaut. (död 1971)
- 29 november – Diane Ladd, amerikansk skådespelare.
- 30 november – Woody Allen, amerikansk regissör, manusförfattare och skådespelare.

#### December
- 3 december – Eddie Bernice Johnson, amerikansk demokratisk politiker. (död 2023)
- 11 december
  - James G. Martin, amerikansk republikansk politiker, guvernör i North Carolina 1985–1993.
  - Pranab Mukherjee, indisk politiker. (död 2020)
- 19 december – Gösta Bredefeldt, svensk skådespelare och dramatiker. (död 2010)
- 20 december
  - Henry E. Brown, amerikansk republikansk politiker.
  - Anna Schönberg, svensk skådespelare. (död 2021)
- 21 december
  - John G. Avildsen, amerikansk regissör och producent. (död 2017)
  - Lorenzo Bandini, italiensk racerförare. (död 1967)
- 26 december
  - Ena Carlborg, svensk skådespelare och dramapedagog.
  - Caj Selling, svensk balettdansör. (död 2005)
- 30 december
  - Omar Bongo, gabonesisk politiker, Gabons president 1967–2009. (död 2009)
  - Bengt Robertson, svensk läkare och författare. (död 2008)

## Avlidna

### Första kvartalet

#### Januari
- 16 januari
  - Franklin S. Billings, 72, amerikansk republikansk politiker, guvernör i Vermont 1925–1927.
  - Ma Barker, 61, amerikansk brottsling och gängledare.
- 28 januari – Michail Ippolitov-Ivanov, 75, rysk kompositör.
- 31 januari – Albert McIntire, 82, amerikansk republikansk politiker och jurist, guvernör i Colorado 1895–1897.

#### Februari
- 3 februari – Hugo Junkers, 76, tysk flygplanskonstruktör.
- 8 februari – Max Liebermann, 87, tysk konstnär.
- 25 februari – Louis De Geer, 80, svensk liberal politiker, friherre och ämbetsman, Sveriges statsminister 1920–1921.

#### Mars
- 6 mars – Fridolf Rhudin, 39, svensk skådespelare[15].
- 8 mars – Malcolm R. Patterson, 73, amerikansk demokratisk politiker och jurist.
- 15 mars – Johan Ramstedt, 82, svensk politiker, Sveriges statsminister från 13 april till 2 augusti 1905.
- 23 mars – Alexander Moissi, 55, österrikisk teaterskådespelare.
- 31 mars – Concordia Selander, 73, svensk skådespelare.

### Andra kvartalet

#### April
- 8 april – Patrick Joseph Sullivan, 70, irländsk-amerikansk politiker, senator 1929–1930.
- 14 april – Emmy Noether, 53, tysk matematiker.
- 22 april – Carl Bergsten, 55, svensk arkitekt.

#### Maj
- 6 maj – Bronson M. Cutting, 46, amerikansk republikansk politiker, senator 1927–1928 och 1929–1935.
- 10 maj – Raymond Hamilton, 21, amerikansk brottsling.
- 12 maj – Józef Piłsudski, 67, polsk marskalk, politiker, statschef efter frigörelsen 1918.
- 15 maj – Kazimir Malevitj, 56, rysk målare, grundare av suprematismen.
- 17 maj
  - Paul Dukas, 69, fransk tonsättare.
  - Antonia Mesina, 15, italiensk jungfru och martyr, saligförklarad 1987.
- 19 maj – T.E. Lawrence, 46, brittisk officer, författare och arkeolog.
- 21 maj – Arvid Gyllström, 45, svensk-amerikansk akrobat, manusförfattare, producent och regissör.

#### Juni
- 7 juni – Ivan Mitjurin, 79, rysk (sovjetisk) hortonom.
- 21 juni – Angus Wilton McLean, 65, amerikansk demokratisk politiker, guvernör i North Carolna 1925–1929.

### Tredje kvartalet

#### Juli
- 3 juli – André Citroën, 57, fransk bilkonstruktör.
- 12 juli – Alfred Dreyfus, 75, fransk officer.
- 13 juli – Samuel H. Elrod, 79, amerikansk republikansk politiker, guvernör i South Dakota 1905–1907.

#### Augusti
- 23 augusti – Ivan Hedqvist, 55, svensk skådespelare och regissör.
- 28 augusti – Anton Handlirsch, 70, österrikisk entomolog.
- 29 augusti – Astrid av Sverige, 29, drottning av Belgien.
- 30 augusti – Henri Barbusse, 62, fransk författare.

#### September
- 5 september – Carl Moltke, 66, dansk diplomat.
- 10 september – Huey Long, 42, amerikansk politiker, guvernör i Louisiana 1928–1932, senator 1932–1935.

### Fjärde kvartalet

#### Oktober
- 15 oktober
  - Björn Halldén, 73, svensk kompositör, sångtextförfattare och kapellmästare.
  - Raymond Poincaré, 74, fransk president och konseljpresident.
- 20 oktober – Arthur Henderson, 72, brittisk politiker och fackföreningsledare.

#### November
- 6 november – Henry Fairfield Osborn, 78, amerikansk paleontolog och geolog.
- 7 november – Johan Lindström Saxon, 76, svensk författare, tidningsman, bokförläggare, publicist och sångtextförfattare.
- 9 november – Walter L. Fisher, 73, amerikansk republikansk politiker.

#### December
- 5 december
  - Totti Bergh, norsk saxofonist, jazzmusiker och orkesterledare.
  - Calvin Trillin, författare.
- 10 december – Allan Serlachius, 65, finländsk jurist och politiker.
- 15 december – Frank Henry Cooney, 62, kanadensisk-amerikansk politiker och affärsman, guvernör i Montana 1933–1935.
- 21 december – Kurt Tucholsky, 45, tysk journalist och satiriker.
- 22 december – Thomas D. Schall, 57, amerikansk republikansk politiker.
- 24 december – Alban Berg, 50, österrikisk tonsättare.

## Nobelpris[16]
- Fysik – James Chadwick, Storbritannien
- Kemi
  - Frédéric Joliot, Frankrike
  - Irène Joliot-Curie, Frankrike
- Medicin – Hans Spemann, Tyskland
- Litteratur – Inget pris utdelades
- Fred – Carl von Ossietzky, Tyskland

### Fotnoter
1. ↑  Ethiopia Military Tradition in National Life Library of Congress
2. ↑  ”100 år med Aftonbladet”. http://wwwc.aftonbladet.se/special/1900/20/jerring.html. – "Hallå, hallå!" – Nu blir det radio, 1999
3. 1 2 3 4 5 6 7 8 9 10 11 12 13 14 15 16 17 18 19  20:e århundrades När Var Hur – 1935, Bernt Himmelstedt, Forum, 1999
4. ↑  ”Keglined.com: An Illustrated History of the American Beer Can”. Arkiverad från originalet den 26 augusti 2016. https://web.archive.org/web/20160826023553/http://keglined.pssht.com/main.html.
5. 1 2 3 4 5 6 7 8 9 10 11 12 13 14 15 16  Hundra år i Sverige – 1935, Hans Dahlberg, Albert Bonniers, 1999
6. 1 2 3 4 5 6 7 8  Sverige 1900-talet – 1935, NE, Bra Böcker, 2000
7. 1 2 3 4  100 år med Aftonbladet – 1935, 1999
8. ↑  75 år Sverige, Carl-Adam Nycop, Bra Böcker, 1976, sidan 106 - Riksdagen fyller 500 år
9. ↑  Faktakalendern 2006, Semic, 2005
10. ↑  ”World Statesmen (läst 2 april 2011)”. http://www.worldstatesmen.org/Norway_counties.html.
11. ↑  Faktakalendern 2000 – 1935 (Utlandet) , Semic, 1999
12. ↑  ”Latinamerika”. 5 april 2010. Arkiverad från originalet den 10 oktober 2011. https://web.archive.org/web/20111010222457/http://www.latinamerika.nu/hembitraden-kraver-semester. Läst 19 mars 2011.
13. ↑  Sverige 1900-talet – Oönskade i folkhemmet, NE, Bra Böcker, 2000
14. ↑  ”Professor Anthony (A.W.F.) Edwards FRS”. London: Royal Society. Arkiverad från originalet den 17 november 2015. https://web.archive.org/web/20151117101130/https://royalsociety.org/people/anthony-awfedwards11379/.
15. ↑  75 år Sverige, Carl-Adam Nycop, Bra Böcker, 1976, sidan 106 - Fridolf Rhudin - den folkkäre
16. ↑  ”Nobelpriset”. https://www.nobelprize.org/prizes/lists/all-nobel-prizes/. Läst 10 april 2011.